# Christian Aarøe
Bendt Christian Magens Aarøe (5. januar 1828 i København – 13. marts 1886 i Vejle) var en dansk officer.

## Treårskrigen
Aarøe var søn af afskediget løjtnant, senere kaptajn og toldinspektør i Varde Bernt (Bendt) Christian Aarøe (1794-1852) og Anna Johanne Diderich (1798-1873). Skønt hans hu ikke stod til handelen, blev han dog anbragt i lære hos en silke- og klædehandler; men han forlod hurtig denne stilling, da hans egentlige var at blive militær. Han henvendte sig derfor til kong Christian VIII med anmodning om understøttelse og fik tilsagn af kongen om at blive landkadet på chatolkassens regning. Således kom Aarøe i 1845 ind i Hæren og udnævntes til sekondløjtnant 3 år senere. Kort efter udbrød Treårskrigen, og han gjorde da tjeneste først ved 4. forstærknings-, senere ved 12. lette bataljon. Året efter var han med i slaget ved Kolding og udmærkede sig navnlig ved stormen på Vrandrup Hovgård, hvornæst han deltog i Olaf Ryes tilbagetog til dels som kompagnichef, efter at han i juni var forfremmet til premierløjtnant; endnu samme år benådedes han for sin optræden ved Kolding med Ridderkorset. Den påfølgende vinter blev Aarøe adjudant hos oberst Frederik Læssøe og deltog ved dennes side i slaget ved Isted. Da Læssøe faldt, var han netop sendt bort for at overbringe en befaling, men da han ved tilbagekomsten hørte sin døende chefs ønske om, at Grydeskoven skulle tages, satte han sig i spidsen for det tilstedeværende mandskab og fordrev fjenden derfra; senere tog han 2 kanoner i Cathrineskoven. I begyndelsen af august deltog han også i en forpostfægtning ved Røde Hus foran Dannevirke.

## 2. Slesvigske Krig
Efter krigen (10. august 1852 i Garnisons Kirke) indgik Aarøe ægteskab med frøken Anne Christine Struch fra Trondhjem, som døde i 1878, og han gjorde nu tjeneste i forskellige stillinger, således var han fra 1855-57 vagtmesterløjtnant i Nyborg, hvorefter han blev ansat ved 16. bataljon i København. Da krigen udbrød 1864, var han endnu premierløjtnant, men erholdt et kompagni ved 17. regiment, hvormed han deltog i Dybbøls forsvar indtil slutningen af marts. Da besluttede overkommandoen at virkeliggøre et af ham i 1863 indsendt forslag om under en eventuel krig at oprette et strejfkorps, der ved landgange på den af fjenden besatte kyststrækning kunne tilføje denne så stor skade som muligt. Korpset, som i begyndelsen havde en styrke på 180 mand fodfolk og 22 ryttere, udførte flere ekspeditioner, der bragte Aarøes navn på alles læber (en beretning om korpsets virksomhed findes i Militært Tidsskrift 13. årgang). Under våbenhvilen voksede korpsets styrke til o. 600 mand og 3 landgangskanoner, ligesom også dampskibet Jylland blev stillet til dets rådighed; der næredes store forventninger til det, da krigen udbrød på ny, men skønt det ikke manglede Aarøe på foretagelsesånd og hans underordnede med tillid så op til ham, nåede han kun et ringe resultat. Krigsbestyrelsen påskønnede dog hans virksomhed, og kongen benådede ham i november 1864 med Sølvkorset, ligesom han også dekoreredes med Sværdordenens ridderkors.

## Senere virke
Aarøe var i april samme år blevet forfremmet til kaptajn, men på grund af fodfolkets dårlige forfremmelsesforhold efter krigen faldt han i 1880 for aldersgrænsen. Da han således i en endnu kraftig alder så sig uden virksomhed, søgte han at blive politiker og genoptog sin forfattervirksomhed (han havde således tidligere foruden forskellige artikler i dagspressen skrevet et par pjecer om ordningen af vort forsvar og med understøttelse fra Krigsministeriet udgivet en Ledetraad i Felttjeneste) og gjorde sig navnlig bemærket ved Et Indlæg i Forsvarssagen (1881), hvori han hævdede en fra de andre militære sagkyndige noget forskellig opfattelse; 1883 udarbejdede han et forslag til en omordning og udvidelse af Bornholms Væbning.
Han stillede op til Folketinget 1879 i Ringsted, 1880 i Svinninge og 1881 i Rønne, men det lykkedes dog ikke Aarøe at komme ind i Rigsdagen. Han trak sig helt tilbage fra det offentlige liv og henlevede sine sidste dage i Vejle, hvor han døde 13. marts 1886.
Han er begravet på Frederiksberg Ældre Kirkegård.
Der findes xylografier fra 1864 og 1886, et portrætmaleri af Ludovica Thornam fra 1879 og fotografier af F.W. Schmidt og H. Schumann.